# Bisdom Banská Bystrica
Het bisdom Banská Bystrica (Latijn: Dioecesis Neosoliensis, Slowaaks: Banskobystrická diecéza) is een in Slowakije gelegen rooms-katholiek bisdom met zetel in de stad Banská Bystrica. Het bisdom is samen met het aartsbisdom Trnava en de bisdommen Nitra en Žilina suffragaan aan het aartsbisdom Bratislava.

## Geschiedenis
In 1776 richtte Maria Theresia, koningin van Hongarije, in het noorden van het koninkrijk een bisdom op met zetel in Banská Bystrica. (Hongaars: Besztercebánya) Het bisdom werd suffragaan aan het Aartsbisdom Esztergom. In 1977 werden de Slowaakse gebieden losgemaakt van de Hongaarse kerkprovincies en er werd een Slowaakse kerkprovincie gecreëerd. In 1995 werd Slowakije gedeeld in twee kerkprovincies: Bratislava-Trnava en Košice. Banská Bystrica viel vanaf dat moment toe aan Bratislava-Trnava. In 2008 werd de kerkprovincie Bratislava-Trnava gereorganiseerd en hernoemd tot Bratislava. Tegelijkertijd werd ook de kerkprovincie Košice gereorganiseerd, wat als gevolg had dat het bisdom Banská Bystrica een stuk groter werd.

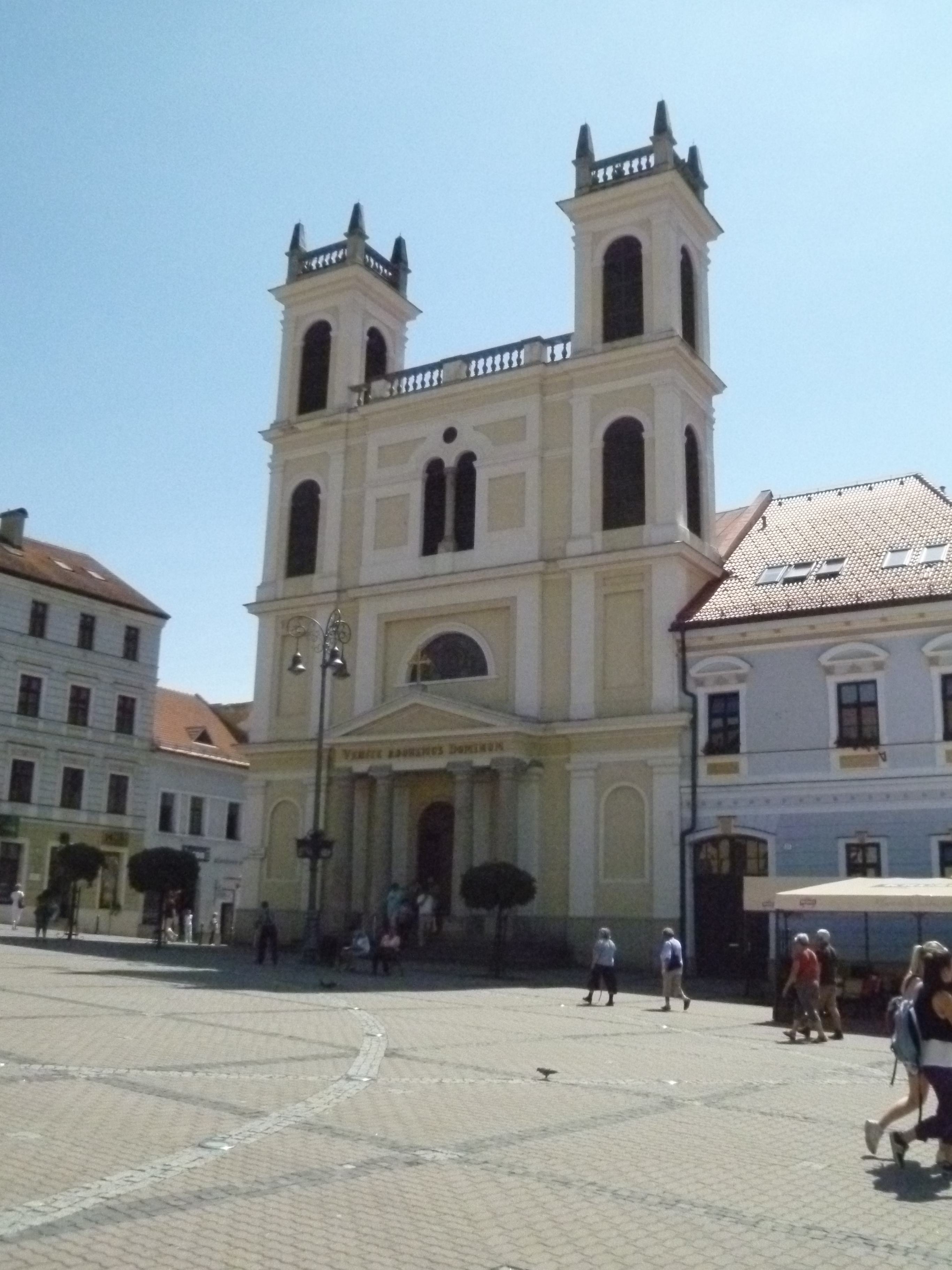
Kathedraal van Banská Bystrica

## Bisschoppen van Banská Bystrica
- 1776-1793: Franz von Berchtold
  - 1793-1800: Martin Mateovich (administrator)
- 1800-1813: Gabor Zerdahelyi
  - 1813-1819: Franz Vallitzek (administrator)
- 1819-1823: Anton Makay
- 1823-1843: Jozef de Belansky
- 1844-1850: Jozef Rudnyánsky
- 1851-1869: Štefan Moyzes
- 1870-1871: Zigmund Suppan
- 1871-1886: Arnoldo Ipoly Stumer
- 1887-1893: Imrich Bende
- 1893-1904: Karol Rimely
- 1904-1920: Wolfgang Radnai
- 1920-1943: Marián Blaha
- 1943-1950: Andrej Škrábik
  - 1950-1968: Ján Dechet (administrator)
  - 1968-1973: František Haspra (administrator)
- 1973-1990: Jozef Feranec
- 1990-2011: Rudolf Baláž
  - 2011-2012: Marián Bublinec (administrator)
- 2012-heden: Marián Chovanec